# Carmarthen East and Dinefwr (circonscription du Senedd)
Pour les articles homonymes, voir Carmarthen East and Dinefwr.
Carmarthen East and Dinefwr est une circonscription du Senedd dite de comté utilisée dans le cadre d’un scrutin uninominal pour les élections générales du Parlement gallois. Créée en 1999, elle appartient à la région électorale de Mid and West Wales.
Adam Price est le membre du Senedd représentant la circonscription depuis l’élection générale de 2016. Il siège à la chambre dans le groupe de Plaid, dont il est le chef depuis 2018.

## Histoire

### Création de la circonscription
Les circonscriptions de l’Assemblée (Assembly constituencies  en anglais) sont des divisions électorales du territoire du pays de Galles créées à compter du 1er décembre 1998 par le Government of Wales Act 1998 pour les élections de l’Assemblée nationale du pays de Galles et utilisées à partir du 6 mai 1999, jour du premier scrutin dévolu,.
Ainsi, la circonscription de Carmarthen East and Dinefwr est pour la première fois employée à partir des élections de l’Assemblée de 1999 comme 39 autres circonscriptions. Ses limites se calquent sur celles de la circonscription parlementaire (parliamentary constituency en anglais) de Carmarthen East and Dinefwr, qui est une circonscription dite de comté d’après le Parliamentary Constituencies Act 1986 (en),,.
La définition originelle de la circonscription est décrite dans le Parliamentary Constituencies (Wales) Order 1995, un décret en Conseil redistribuant les sièges gallois du Parlement du Royaume-Uni sur la base des zones de gouvernement local établies au 16 décembre 1994 et utilisé pour les élections générales de la Chambre des communes depuis 1997. À son sens, la circonscription de Carmarthen East and Dinefwr englobe un territoire compris sur deux districts : le district de Carmarthen, sur 14 sections électorales, et le borough de Dinefwr, dans son intégralité.

### Découpage de 2006
Un découpage des circonscriptions parlementaires et de l’Assemblée est opéré par le Parliamentary Constituencies and Assembly Electoral Regions (Wales) Order 2006 à partir des zones principales en usage au 31 janvier 2005. Ce décret en Conseil est mis en œuvre à partir des élections législatives galloises de 2007, et, à l’entrée en vigueur du Government of Wales Act 2006, il devient la base légale délimitant les circonscriptions et régions électorales de l’Assemblée,.
Le décret donne une nouvelle définition des limites de la circonscription de Carmarthen East and Dinefwr désormais établie à partir d’une partie du comté de Carmarthenshire localisée sur vingt-sept de ses sections électorales. Ainsi, comme pour 7 autres circonscriptions, il modifie de façon « mineure » les limites du territoire de la circonscription en faveur de Carmarthen West and South Pembrokeshire,,.

## Description

### Toponymie
La seule dénomination officielle de la circonscription est celle de Carmarthen East and Dinefwr County Constituency (littéralement en anglais, la « circonscription de comté de Carmarthen East and Dinefwr ») d’après le Parliamentary Constituencies and Assembly Electoral Regions (Wales) Order 2006, plus simplement abrégée en Carmarthen East and Dinefwr,.
Cependant, en gallois, elle est adaptée en Dwyrain Caerfyrddin a Dinefw.

### Données démographiques
| Année                          | Population | Superficie (en km2) | Densité de population (en hab./km2) |
| ------------------------------ | ---------- | ------------------- | ----------------------------------- |
| 1991                           | 63 922     |                     |                                     |
| 2001                           | 68 629     | 1 640,66            | 42                                  |
| Redécoupage des limites (2007) |            |                     |                                     |
| 2011                           | 71 046     | 1 554,98            | 46                                  |

Le dernier recensement de la population en vigueur en Angleterre et au pays de Galles est celui opéré par l’Office for National Statistics en 2011.
Selon ce recensement, la circonscription de Carmarthen East and Dinefwr admet une population résidentielle (usual residents en anglais) de 71 046 habitants, en dessous de la moyenne par circonscription évaluée à 76 586 habitants. Elle est ainsi la treizième circonscription la moins peuplée des circonscriptions du Senedd derrière celle de Wrexham (12e rang) et devant celle de Vale of Clwyd (14e rang).
Du point de vue de la surface, avec ses 1 554,98 km2, elle est la 5e circonscription la plus étendue. Aussi, sa densité de population de 46 hab/km2 s’établit en dessous de la moyenne du pays de Galles.

### Système électoral
Les élections générales du Parlement gallois sont un système parallèle associant un scrutin majoritaire et un scrutin proportionnel qualifié de système du membre additionnel (additional member system en anglais, abrégé en AMS).
L’élection d’un représentant de circonscription est conduite dans le cadre d’un scrutin uninominal majoritaire à un tour (first-past-the-post). Selon ce système électoral, le candidat élu est celui ayant reçu le plus grand nombre de voix au premier et seul tour du scrutin. Une majorité simple (et non absolue) est donc requise pour gagner l’élection dans la circonscription.
Simultanément à l’élection du représentant de circonscription se déroule une autre élection, celle-ci au scrutin de liste bloquée, dans laquelle sont désignés 4 représentants régionaux en fonction des résultats des partis politiques à l’échelle des circonscriptions d’une région électorale. Ainsi, le scrutin corrige proportionnellement la somme des sièges obtenus par les partis dans les circonscriptions en distribuant les sièges régionaux selon le rapport de voix par sièges d’après la méthode d’Hondt. Plus un parti politique obtient de circonscriptions dans une région électorale donnée, moins il se voit attribuer de sièges régionaux dans celle-ci et inversement, mois il en obtient, plus il a de sièges régionaux sous réserve d’atteindre un seuil.

### Région électorale
D’après l’European Parliamentary Constituencies (Wales) Order 1994, la circonscription de Carmarthen East and Dinefwr est, avec celles de Brecon and Radnorshire, de Carmarthen West and South Pembrokeshire, de Ceredigion, de Llanelli, de Meirionnydd Nant Conwy, Montgomeryshire et de Preseli Pembrokeshire, l’une des composantes de la région électorale de Mid and West Wales en 1999,,.
La composition de la région électorale est substantiellement modifiée par le Parliamentary Constituencies and Assembly Electoral Regions (Wales) Order 2006 en raison de la création d’une circonscription (Dwyfor Meirionnydd) et la suppression d’une autre (Meirionnydd Nant Conwy) à partir des élections générales de 2007. Aussi, compte tenu de cette création et de la modification des limites de la circonscription de Montgomeryshire, les frontières entre le Mid and West Wales et le North Wales sont redéfinies,.

## Représentants

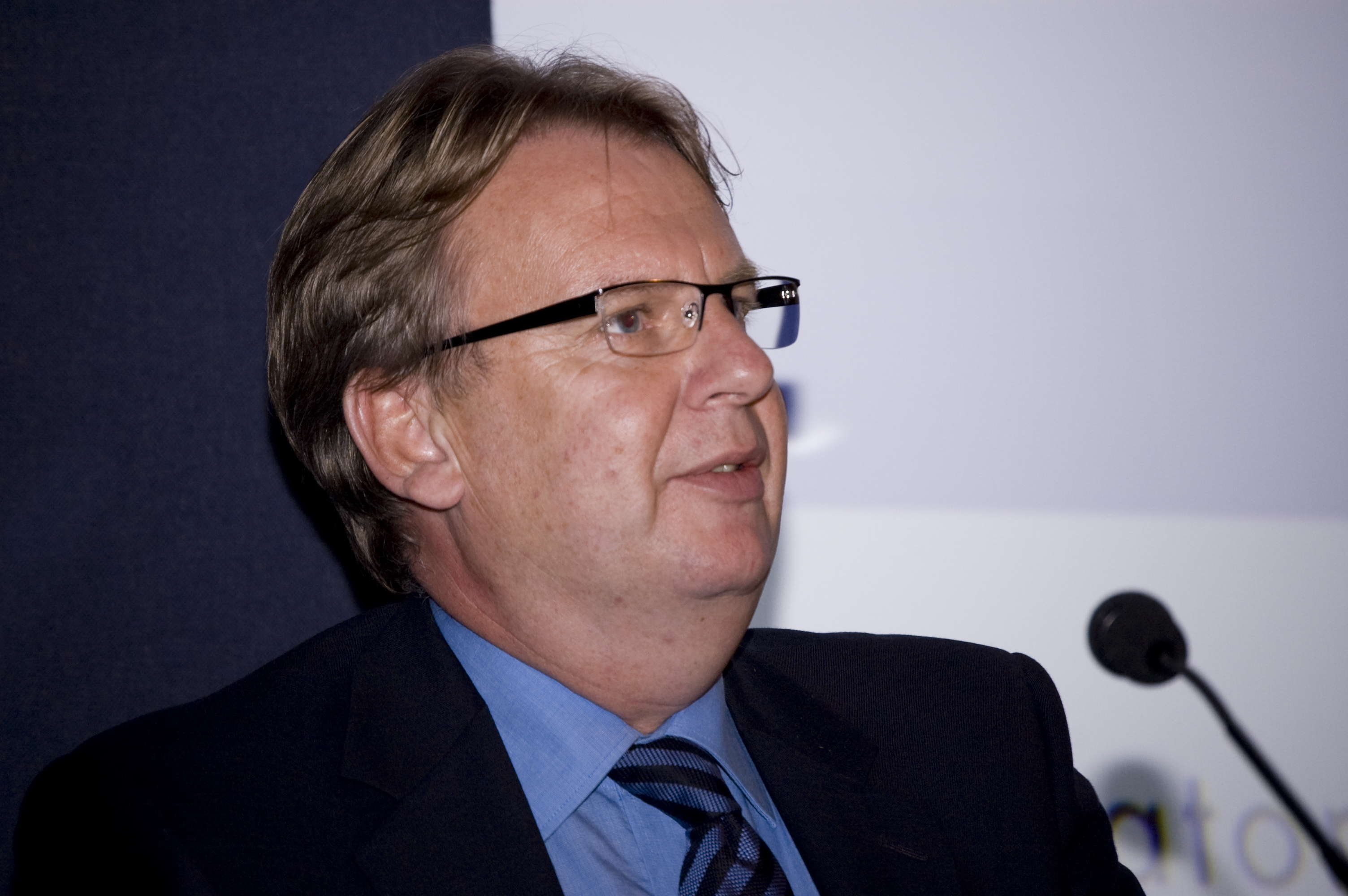
Rhodri Glyn Thomas (de 1999 à 2016)
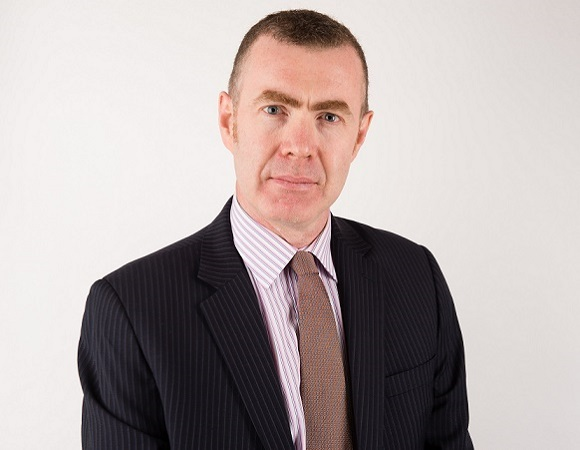
Adam Price (depuis 2016)

| Mandature                                     | Période              | Période              | Membre             | Groupe | Fonction |
| --------------------------------------------- | -------------------- | -------------------- | ------------------ | ------ | --- |
| Ire                                           | 7 mai 1999           | 30 avril 2003        | Rhodri Glyn Thomas | Plaid  | Président du comité régional de Galles-du-Sud-Ouest (1999-2003) Président du comité de l’Agriculture et du Développement rural (2000) Président du comité de la Culture (2000-2003) |
| IIe                                           | 2 mai 2003           | 2 mai 2007           | Rhodri Glyn Thomas | Plaid  | Président du comité de la Santé et des Services sociaux (2006-2007) |
| Redécoupage des limites de la circonscription |                      |                      |                    |        | |
| IIIe                                          | 4 mai 2007           | 31 mars 2011         | Rhodri Glyn Thomas | Plaid  | Ministre du Patrimoine (2007-2008) |
| IVe                                           | 6 mai 2011           | 5 avril 2016         | Rhodri Glyn Thomas | Plaid  | Commissaire de l’Assemblée (2011-2016) |
| Ve                                            | 6 mai 2016           | 29 avril 2021        | Adam Price         | Plaid  | Commissaire de l’Assemblée (2016-2018) Chef du groupe de Plaid Cymru (2018-2021) |
| VIe                                           | Depuis le 8 mai 2021 | Depuis le 8 mai 2021 | Adam Price         | Plaid  | Chef du groupe de Plaid Cymru (depuis 2021) |

- Rhodri Glyn Thomas 
 (de 1999 à 2016)
- Adam Price 
 (depuis 2016)

## Résultats électoraux

### Évolution électorale

#### De 1999 à 2003
Pour des raisons techniques, il est temporairement impossible d'afficher le graphique qui aurait dû être présenté ici.

#### Depuis 2007
Pour des raisons techniques, il est temporairement impossible d'afficher le graphique qui aurait dû être présenté ici.

### Détails des élections

#### Élection de 1999
| Candidat                   | Candidat                                           | Étiquette                  | Parti                      | Vote   | Vote   | Vote |  |
| Candidat                   | Candidat                                           | Étiquette                  | Parti                      | Voix   | %      | ±    |  |
| -------------------------- | -------------------------------------------------- | -------------------------- | -------------------------- | ------ | ------ | ---- |  |
|                            | Rhodri Glyn Thomas                                 | PC                         | Plaid Cymru                | 17 328 | 53,06  | ND   |  |
|                            | Chris Llewelyn                                     | LAB                        | Welsh Labour               | 10 348 | 31,69  | ND   |  |
|                            | Helen Stoddart                                     | CON                        | Welsh Conservatives        | 2 776  | 8,50   | ND   |  |
|                            | Juliana Hughes                                     | LD                         | Welsh Liberal Democrats    | 2 202  | 6,74   | ND   |  |
|                            |                                                    |                            |                            |        |        |      |  |
| Majorité                   | Majorité                                           | Majorité                   | Majorité                   | 6 980  | 21,38  | ND   |  |
| Transfert de Butler        | Transfert de Butler                                | Transfert de Butler        | Transfert de Butler        |        |        | ND   |  |
|                            |                                                    |                            |                            |        |        |      |  |
| Corps électoral            | Corps électoral                                    | Corps électoral            | Corps électoral            | 53 634 | 100,00 |      |  |
| Abstention, blancs et nuls | Abstention, blancs et nuls                         | Abstention, blancs et nuls | Abstention, blancs et nuls | 20 980 | 39,12  |      |  |
| Exprimés                   | Exprimés                                           | Exprimés                   | Exprimés                   | 32 654 | 60,88  | ND   |  |
|                            |                                                    |                            |                            |        |        |      |  |
|                            | Plaid remporte le siège (nouvelle circonscription) |                            |                            |        |        |      |  |

#### Élection de 2003
| Candidat                   | Candidat                   | Étiquette                  | Parti                      | Vote   | Vote   | Vote  |  |
| Candidat                   | Candidat                   | Étiquette                  | Parti                      | Voix   | %      | ±     |  |
| -------------------------- | -------------------------- | -------------------------- | -------------------------- | ------ | ------ | ----- |  |
|                            | Rhodri Glyn Thomas         | PC                         | Plaid Cymru                | 12 969 | 48,45  | 4,61  |  |
|                            | Anthony Cooper             | LAB                        | Welsh Labour               | 8 355  | 31,21  | 0,48  |  |
|                            | Harri Lloyd-Davies         | CON                        | Welsh Conservatives        | 3 576  | 13,36  | 4,86  |  |
|                            | Steffan John               | LD                         | Welsh Liberal Democrats    | 1 866  | 6,97   | 0,23  |  |
|                            |                            |                            |                            |        |        |       |  |
| Majorité                   | Majorité                   | Majorité                   | Majorité                   | 4 614  | 17,24  | 4,14  |  |
| Transfert de Butler        | Transfert de Butler        | Transfert de Butler        | Transfert de Butler        |        |        | 2,07  |  |
|                            |                            |                            |                            |        |        |       |  |
| Corps électoral            | Corps électoral            | Corps électoral            | Corps électoral            | 54 110 | 100,00 |       |  |
| Abstention, blancs et nuls | Abstention, blancs et nuls | Abstention, blancs et nuls | Abstention, blancs et nuls | 27 344 | 50,53  |       |  |
| Exprimés                   | Exprimés                   | Exprimés                   | Exprimés                   | 26 766 | 49,47  | 11,41 |  |
|                            |                            |                            |                            |        |        |       |  |
|                            | Plaid conserve le siège    |                            |                            |        |        |       |  |

#### Élection générale de 2007
| Candidat                   | Candidat                   | Étiquette                  | Parti                      | Vote   | Vote   | Vote |  |
| Candidat                   | Candidat                   | Étiquette                  | Parti                      | Voix   | %      | ±    |  |
| -------------------------- | -------------------------- | -------------------------- | -------------------------- | ------ | ------ | ---- |  |
|                            | Rhodri Glyn Thomas         | PC                         | Plaid Cymru                | 15 655 | 53,49  | ND   |  |
|                            | Kevin Madge                | LAB                        | Welsh Labour               | 7 186  | 24,55  | ND   |  |
|                            | Henrietta Hensher          | CON                        | Welsh Conservatives        | 4 676  | 15,98  | ND   |  |
|                            | Ian Walton                 | LD                         | Welsh Liberal Democrats    | 1 752  | 5,99   | ND   |  |
|                            |                            |                            |                            |        |        |      |  |
| Majorité                   | Majorité                   | Majorité                   | Majorité                   | 8 469  | 28,94  | ND   |  |
| Transfert                  | Transfert                  | Transfert                  | Transfert                  |        |        | ND   |  |
|                            |                            |                            |                            |        |        |      |  |
| Corps électoral            | Corps électoral            | Corps électoral            | Corps électoral            | 52 528 | 100,00 |      |  |
| Abstention, blancs et nuls | Abstention, blancs et nuls | Abstention, blancs et nuls | Abstention, blancs et nuls | 23 259 | 44,28  |      |  |
| Exprimés                   | Exprimés                   | Exprimés                   | Exprimés                   | 29 269 | 55,72  | ND   |  |
|                            |                            |                            |                            |        |        |      |  |
|                            | Plaid conserve le siège    |                            |                            |        |        |      |  |

#### Élection générale de 2011
| Candidat            | Candidat                | Étiquette           | Parti                   | Vote   | Vote   | Vote  |  |
| Candidat            | Candidat                | Étiquette           | Parti                   | Voix   | %      | ±     |  |
| ------------------- | ----------------------- | ------------------- | ----------------------- | ------ | ------ | ----- |  |
|                     | Rhodri Glyn Thomas      | PC                  | Plaid Cymru             | 12 501 | 44,92  | 8,57  |  |
|                     | Anthony Jones           | LAB                 | Welsh Labour            | 8 353  | 30,02  | 5,47  |  |
|                     | Henrietta Hensher       | CON                 | Welsh Conservatives     | 5 635  | 20,25  | 4,27  |  |
|                     | Will Griffiths          | LD                  | Welsh Liberal Democrats | 1 339  | 4,81   | 1,18  |  |
|                     |                         |                     |                         |        |        |       |  |
| Majorité            | Majorité                | Majorité            | Majorité                | 4 148  | 14,91  | 14,03 |  |
| Transfert de Butler | Transfert de Butler     | Transfert de Butler | Transfert de Butler     |        |        | 7,02  |  |
|                     |                         |                     |                         |        |        |       |  |
| Corps électoral     | Corps électoral         | Corps électoral     | Corps électoral         | 54 243 | 100,00 |       |  |
| Abstention          | Abstention              | Abstention          | Abstention              | 26 241 | 48,38  |       |  |
| Participation       | Participation           | Participation       | Participation           | 28 002 | 51,62  |       |  |
| Exprimés            | Exprimés                | Exprimés            | Exprimés                | 27 828 | 51,30  | 4,42  |  |
| Blancs et nuls      | Blancs et nuls          | Blancs et nuls      | Blancs et nuls          | 174    | 0,32   |       |  |
|                     |                         |                     |                         |        |        |       |  |
|                     | Plaid conserve le siège |                     |                         |        |        |       |  |

#### Élection générale de 2016
| Candidat                   | Candidat                   | Étiquette                  | Parti                             | Vote   | Vote   | Vote  |  |
| Candidat                   | Candidat                   | Étiquette                  | Parti                             | Voix   | %      | ±     |  |
| -------------------------- | -------------------------- | -------------------------- | --------------------------------- | ------ | ------ | ----- |  |
|                            | Adam Price                 | PC                         | Plaid Cymru                       | 14 427 | 48,49  | 3,57  |  |
|                            | Stephen Jeacock            | LAB                        | Welsh Labour                      | 5 727  | 19,25  | 10,77 |  |
|                            | Matthew Paul               | CON                        | Welsh Conservatives               | 4 489  | 15,09  | 5,16  |  |
|                            | Neil Hamilton              | UKIP                       | United Kingdom Independence Party | 3 474  | 11,68  | ND    |  |
|                            | William Powell             | LD                         | Welsh Liberal Democrats           | 837    | 2,81   | 2     |  |
|                            | Freya Amsbury              | WGP                        | Wales Green Party                 | 797    | 2,68   | ND    |  |
|                            |                            |                            |                                   |        |        |       |  |
| Majorité                   | Majorité                   | Majorité                   | Majorité                          | 8 700  | 29,24  | 14,33 |  |
| Transfert de Butler        | Transfert de Butler        | Transfert de Butler        | Transfert de Butler               |        |        | 7,17  |  |
|                            |                            |                            |                                   |        |        |       |  |
| Corps électoral            | Corps électoral            | Corps électoral            | Corps électoral                   | 55 395 | 100,00 |       |  |
| Abstention, blancs et nuls | Abstention, blancs et nuls | Abstention, blancs et nuls | Abstention, blancs et nuls        | 25 644 | 46,29  |       |  |
| Exprimés                   | Exprimés                   | Exprimés                   | Exprimés                          | 29 751 | 53,71  | 2,41  |  |
|                            |                            |                            |                                   |        |        |       |  |
|                            | Plaid conserve le siège    |                            |                                   |        |        |       |  |